# Club Cerro Corá
O Club Cerro Corá foi um clube de futebol paraguaio, da cidade de Assunção, fundado em 1º de março de 1925 no bairro de Mbocayaty com sede na zona de Campo Grande. Disputava o clássico de Campo Grande com o Independiente FBC. Deveria disputar a Primera División C (Quarta Divisão e última categoria do futebol paraguaio) na temporada de 2018, mas não foi admitido, sendo então, desfiliado e ficando sem competição,assim como em 2019. Em meados do ano de 2021 foi retirado dos registros da Associação Paraguaia de Futebol (APF).

## História

### Fundação e origem do clube
Foi fundado por José Marcía, que também foi o primeiro presidente do clube. Seu nome se deve a um conjunto de colinas próximo à cidade de Pedro Juan Caballero. Nesse local terminou a Guerra da Tríplice Aliança (1864-1870), onde o Paraguai enfrentou aliados poderosos como Brasil, Argentina e Uruguai. Neste lugar o marechal Francisco Solano López morreu exclamando: "'Morro por meu país e minha bandeira .” Nesse conflito, mais de 50% da população paraguaia perdeu a vida, restando apenas 300.000 pessoas, a maioria mulheres.

### Acesso à primeira divisão e disputas internacionais
Conquistou o título da Segunda Divisão em 1990, disputando, assim,  pela primeira vez a Primeira Divisão na temporada de 1991. Depois de um bom campeonato em 1993, classificou-se para a Copa Conmebol de 1994, onde teve um excelente desempenho. permaneceu na elite do futebol paraguaio por cinco anos, graças a uma boa infraestrutura e ao grande apoio de seus sócios ricos, até cair novamente na temporada de 1995. 
Conquistou novamente o título da Segunda Divisão em 1996, retornando à Primeira Divisão para a temporada de 1997. Nessa temporada novamente conseguiu se classificar para a Copa Conmebol de 1998. Permaneceu mais uma vez na Primeira Divisão por cinco anos.

### Queda livre e recuperação
Na temporada de 2001 caiu para a segunda divisão e em 2004 voltou a ser rebaixado, caindo para a terceira divisão. Continuando com maus resultados, na temporada de 2006 caiu novamente, desta vez para a quarta e última divisão do futebol paraguaio. 
Em 12 de outubro de 2008, subiu novamente para a terceira divisão, como vice-campeão atrás do Club Cristóbal Colón. Um ano depois, em 5 de setembro de 2009, o Cerro Corá tinha a urgência de vencer para conseguir a promoção à segunda divisão e conseguiu, ao vencer o Club Atlético Tembetary por 2 a 1, que foi rebaixado para a Primera C. O jogador Eumelio Ramón Palacios, mais conhecido como "Patoruzú" com grande experiência jogando mais de três décadas no futebol paraguaio, marcou os gols que surgiram no início e no final do jogo, colocando assim números definitivos no placar para alcançar a tão esperada promoção. Os líderes Dr. Fernando Chávez, Dr. Raúl Fernández e Jaime Caballero (todos membros do Departamento de Futebol) se destacaram nessa campanha. No entanto, na temporada de 2010 foi dirigido por um empresário esportivo e foi rebaixado para a terceira divisão após terminar em último lugar. Permaneceu nessa categoria desde a temporada de 2011.

### Crise Institucional
Desde 2015 o clube vive uma crise financeira, em parte devido a dívidas da APF e ações judiciais de ex-dirigentes do clube. Diante disso, o imóvel e o campo esportivo do clube estavam em constante perigo de ir a leilão, fato que finalmente aconteceu e, em abril de 2017, estes passaram para mãos privadas. Em outubro daquele ano, o clube termina em último na Primera B Metropolitana (terceira divisão) com uma das piores atuações da história do torneio com apenas 9 pontos em 34 jogos, descendo, novamente, para a última categoria do futebol paraguaio. 
Na temporada 2018, o clube, imerso em sua crise, não foi admitido pela Associação Paraguaia de Futebol no campeonato da Primera División C e na temporada 2019 continuou sem ser admitido.

## Títulos
- Torneo República: 1993
- Campeonato Paraguaio- 2ª Divisão: 1990, 1996
- Campeonato Paraguaio- 3ª Divisão: 1956, 1968, 1976

### Campanhas notáveis:
- Vice-campeão 1ª Divisão: Clausura 1997,  Clausura 1999
- Vice-campeão 3ª Divisão: 2009
- Vice-campeão 4ª Divisão: 2008